# Chiesa di San Leonardo (Lauco)
La chiesa di San Leonardo è una chiesa del paese di Trava, nel comune di Lauco, nella regione Friuli-Venezia Giulia.

## Localizzazione
La chiesa è situata nella piazza principale del paese di Trava, nel comune di Lauco.

## Visuale esterna
La facciata della chiesa è in stile romanico, con un'ampia porta principale ed un imponente rosone. Nella facciata spiccano gli archetti pensili ed il protiro a sbalzo sopra l'entrata principale e la trifora sovrastante. Il resto dell'edificio è decorato con pietre squadrate.

## Il campanile
Il campanile della chiesa è piuttosto basso, a  pianta quadrata e attaccato all' edificio. È fatto di pietre squadrate e di grandi dimensioni, presenta una apertura per ogni lato della cella campanaria e contiene tre campane. Inoltre, sul lato sud, presenta un piccolo orologio di forma quadrata.

## Interni
All'interno della chiesa è presente una scultura lignea raffigurante San Leonardo ed il pastore, creata nel 1500 dallo scultore Bergamasco Antonio Tironi (1470 -1528) , ed è considerata una delle sue maggiori opere. Sui lati la chiesa è ornata da vetrate e scene della Via Crucis. In oltre è presente un grande altare vicino all'abside.